# Грищенко Михайло Павлович
Михайло Павлович Грищенко (1901–1979) — старший сержант Робітничо-селянської Червоної Армії, учасник Німецько-радянської війни, Герой Радянського Союзу (1945).

## Біографія
Михайло Грищенко народився 24 листопада 1901 року в місті Малині (нині — Житомирська область України). Працював рольником на Малинській паперовій фабриці. У 1941 році Грищенко був призваний на службу в Робітничо-селянську Червону Армію. З грудня того ж року — на фронтах Німецько-радянської війни. Брав участь у боях на Західному, Воронезькому, 1-м і 4-м Українських фронтах. Був поранений. До грудня 1943 року старший сержант Михайло Грищенко був санінструктором батальйону 987-го стрілецького полку 226-ї стрілецької дивізії 1-ї гвардійської армії 4-го Українського фронту.
Під час бою біля станції Чоповичі Грищенко виніс із поля бою сім тяжкопоранених і поклав їх в одному з будинків на станції. Коли в будинок потрапив ворожий снаряд, який спричинив загоряння, Грищенко кинувся всередину і виніс їх, незважаючи на те, що сам обпік обличчя і обпалив брови. У березні 1944 року під час боїв на річці Збруч, коли отримав поранення офіцер, а слідом за ним два санінструктора, які намагалися винести його, Грищенко витягнув з-під обстрілу всіх трьох. Всього ж він виніс із поля бою 176 радянських солдатів і офіцерів .
Указом Президії Верховної Ради СРСР від 24 березня 1945 року за «мужність, сміливість і винахідливість, виявлені у врятуванні поранених на полі бою» старший сержант Михайло Грищенко був удостоєний високого звання Героя Радянського Союзу з врученням ордена Леніна і медалі «Золота Зірка» за номером 5391 .
У листопаді 1945 року Грищенко вийшов на пенсію через інвалідність. Проживав у Малині. Помер 4 червня 1979 року, похований у Малині.
Був також нагороджений орденами Червоного Прапора і Червоної Зірки, а також низкою медалей.